# Ma Jianfei
Ma Jianfei (马剑飞S, Mǎ JiànfēiP; Chaozhou, 29 luglio 1984) è uno schermidore cinese, specializzato nel fioretto.

## Palmarès
- Mondiali

Catania 2011: oro nel fioretto a squadre.
Kazan 2014: argento nel fioretto individuale e nel fioretto a squadre.
Mosca 2015: bronzo nel fioretto a squadre.